# 艾德林環形山
奥尔德林陨坑（Aldrin）是一座位于月球正面静海南部的小撞击坑。以1969年7月21日与尼尔·阿姆斯特朗一起登上月球的美国宇航员巴兹·奥尔德林的名字命名，1970年国际天文联合会正式批准认定。

## 特征描述

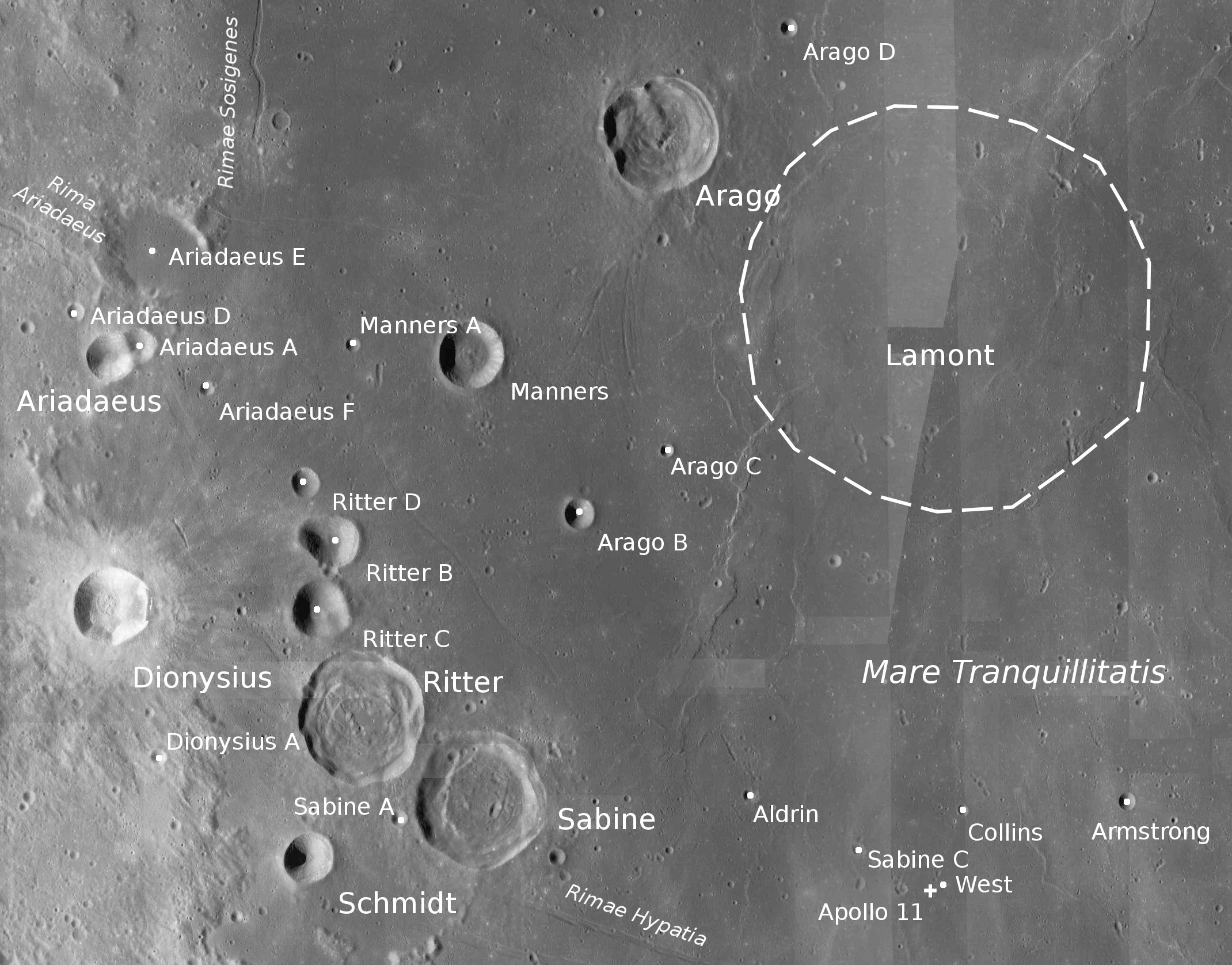
奥尔德林陨石坑位於图中偏右下面

与该陨坑最邻近的有：西面是萨宾陨石坑、北面是拉蒙特环形山、柯林斯陨石坑位于东侧、东南则是毛奇陨石坑，奥尔德林陨坑的南面是希帕提娅陨石坑和希帕提娅月溪，往东南不远则是狂暴湾。该陨坑的中心点月面坐标为北纬1.41°、东经22.09°，其直径长2.8公里，深约600米。
奥尔德林陨坑外观近似圆形，坡壁稍显平坦并留有小撞击坑的印迹，东侧壁沿较为平直，南侧壁覆盖着椭圆形撞击坑，而北侧坑壁则有凹陷。西侧内坡平整宽阔，反照率较高。坑壁海拨较周围地形高出110米，在该陨坑底部横亘着几座山丘。陨坑总体积约1公里³，它的西北方分布着静海的多个褶皱层。
该陨石坑原先曾被命名为“萨宾 B”（即以所靠近主坑之名称谓的卫星坑标号），1970年获得现有的名称。

## 飞船着陆点
- 1965年2月20日世界时9时57分37秒，距该陨石坑约100公里处，即月面坐标北纬2.71°、东经 24.81°，美国
行星际探测器8号撞击在月球表面。
- 1967年9月11日世界时0时46分44秒，在该陨石坑东面大约35公里处，即月面坐标北纬1.41°、东经23.18°，美国星际探测器勘测者5号实现在月表着陆。
- 1969年7月24日世界时16时50分35秒，在该陨石坑东南偏东方约50公里处，即座标月面坐标北纬0.688°、东经23.433°，阿波罗11号登月舱降落到月表。

## 另请参阅
- 阿姆斯特朗环形山
- 柯林斯環形山